# Oleria makrenita
Oleria makrenita är en fjärilsart som beskrevs av Richard Haensch 1903. Oleria makrenita ingår i släktet Oleria och familjen praktfjärilar. Inga underarter finns listade i Catalogue of Life.